# Famille Erdődy
La famille Erdődy de Monyorókerék et Monoszló est une famille noble hongroise qui s'est particulièrement illustrée en Croatie. Elle est originaire du comté de Szatmár, en Transylvanie.
La famille est évoquée pour la première fois dans un document daté de 1187, sous le nom Bakoch de Genere Erdewd. Ils reçoivent le titre de comte héréditaire en 1485. La famille provient de la localité d'Erdőd qui se trouve dans la région de Szatmár (aujourd'hui Satu Mare en Roumanie). Ils sont barons de Monyorókerék et comtes de Monoszló. Monyorókerék (en allemand Eberau) est un petit village au sud de Burgenland (Autriche) près de la frontière hongroise. Aujourd'hui Monoszló s'appelle Podravska Moslavina et se trouve en Croatie.

## Quelques membres remarquables
- Simon Erdődi (1489-1543), ban de Croatie, évêque de Zagreb.
- Péter Erdődy (1504-1567), ban de Croatie (1557-1567), neveu de Tamás Bakócz de Erdewd (1442-1521), prince-primat de Hongrie et archevêque d’Esztergom.
- comte Tamás Erdődy (1558–1624), fils du précédent. Il fut ban de Croatie à deux reprises (1583–1595 ; 1608-1615).
- comte Gábor Antal Erdődy (1684-1744) évêque d'Eger.
- Sándor Erdődy (1644-1681), président de la Chambre de Hongrie (kamaraelnök) (1715), parlementaire
- Sándor II Erdődy (1670-1728), président de la Chambre. Fils du précédent.
- Sándor Erdődy, général (tábornok), comte-suprême (főispán) de Varasd (1789).
- Miklós Erdődy, ban de Croatie (1671-1693).
- comtesse Anna Maria Erdődy (1779-1837), maîtresse de Ludwig van Beethoven.
- Sándor Erdődy (1802-1881), poète, peintre, anthropologue, homme politique
- comte Rudolf Erdődy (1846-1932), membre de la chambre des magnats, propriétaire en haute-Hongrie, célèbre sportif et de tir aux pigeons.

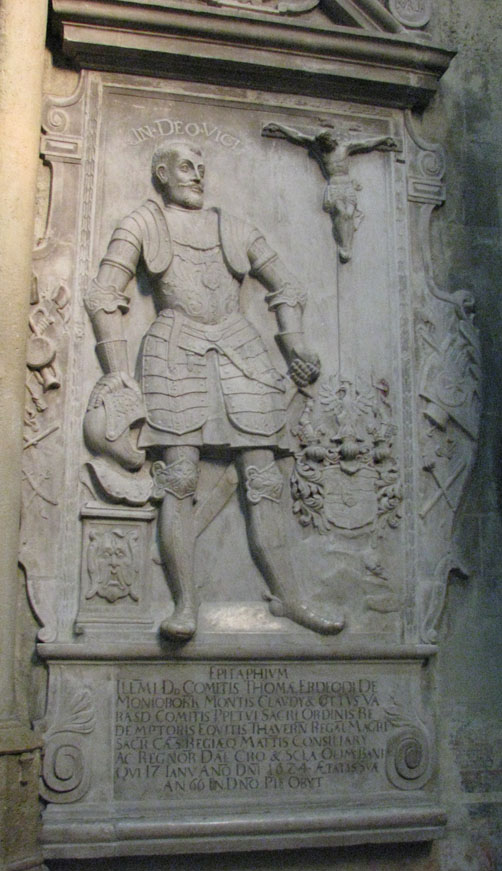
Enfeu du ban de Croatie Tamás Erdődy (1558–1624)

## Pour approfondir